# 애너벨라 쇼라
애너벨라 쇼라(Annabella Sciorra, 1960년 3월 29일 ~ )는 미국의 배우이다.

## 출연 작품

### 영화
- 카 세일즈맨의 연애특강 (1990)
- 정글 피버 (1991)
- 코 끝에 걸린 사나이 (1991)
- 요람을 흔드는 손 (1992)
- 어딕션 (1995)
- 굿바이 마이 프랜드 (1995)
- 캅 랜드 (1997)
- 천국보다 아름다운 (1998)
- 더 키친 (2019)

### 텔레비전
- 애스터로이드 (1997, Asteroid)
- 소프라노스 (2001-04)
- 로앤오더: 뉴욕 특수수사대 (2005-06)
- 글로우: 레슬링 여인 천하 (2018)
- 털사 킹 (2022)